# رمي الفلسطينيين للحجارة

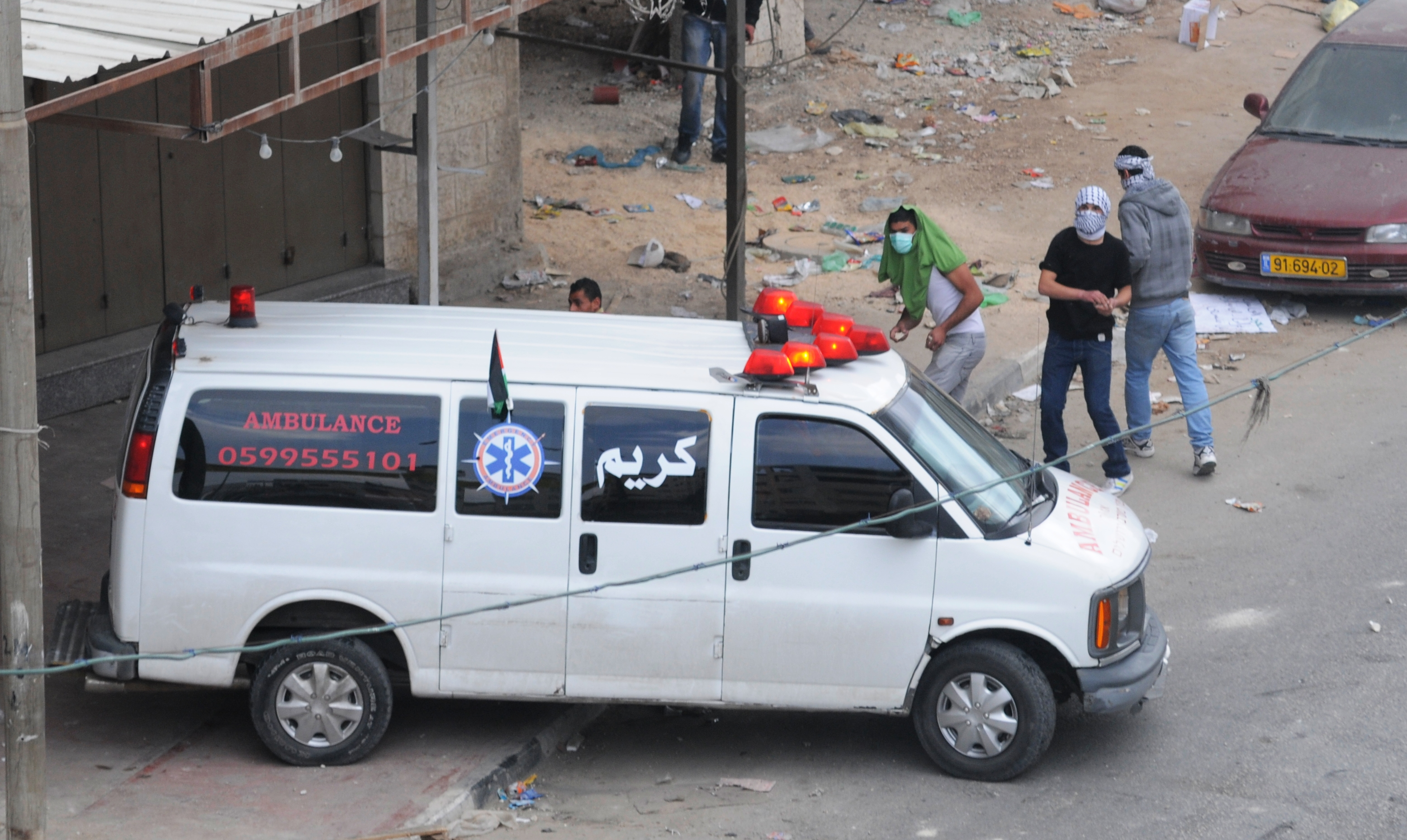
فلسطينيون يرمون الحجارة من خلف سيارة إسعاف في أحداث شغب في بلدة قلنديا.

ظاهرة رمي الفلسطينيين للحجارة هي ممارسة الفلسطينيين رمي الحجارة على الأشخاص أو الممتلكات،  وقد وصف مؤيدون ومتعاطفون ومحللون هذه الممارسة على أنها شكل من أشكال العنف "المحدود" و"المتحفظ" و"غير القاتل"،  ويعتبر الغالبية العظمى من الشباب الفلسطينيين الذين يشاركون في هذه الممارسة أنها رمزية وغير عنيفة،  نظرًا للفارق في القوة والتجهيزات بين القوات الإسرائيلية ورامي الحجارة الفلسطينيين،  مع اعتبار العديد منهم طريقة لردع القوات العسكرية الإسرائيلية والمدنيين عن احتلال الأراضي الفلسطينية.
تعتبر إسرائيل هذا الفعل إجراميًا، على أساس أنه قد يكون مميتًا. وفي بعض الحالات يجادل الإسرائيليون أنه يجب معاملة هذا الفعل على أنه شكل من أشكال الإرهاب، أو أنه يتضمن عدوانية جوهرية في عقلية أولئك الذين يلقون الحجارة، حتى إذا كانوا يدافعون عن أنفسهم أو يحتجون.
وصفت هذه الممارسة بشكل متعدد كشكل من أشكال التكتيكات الشعبية التقليدية للمظاهرات الحركية،  أو تكتيك من أشكال العصيان المدني  الذي أصبح بارزًا خلال الفترة الأولى الانتفاضة . وقد قتل على الأقل 14 إسرائيليًا في رشق فلسطينيين بالحجارة بينهم ثلاثة عرب تم اعتبارهم يهود بالخطأ،  وقد تم تقليدها من حين لآخر من قبل نشطاء بين المواطنين العرب في إسرائيل.
لا يُعتبر رمي الحجارة قوة مميتة في معظم الدول، ففي الدول الغربية لا تُستخدم الأسلحة النارية في تفريق الحشود أو المظاهرات، والتناسب بين القوة والمقاومة هو الأمر الذي ينبغي الالتزام به، باستثناء الحالات التي تتعلق بالخطر الفوري على الحياة. يستخدم رامو الحجارة أيضًا المرجام والمقلاع والمشابك المسلحة بمواد سهلة التوفر  مثل حجارة وطوب وزجاجات وحصى أو كرات فولاذية، وأحيانًا حتى الفئران أو كتل الإسمنت. ومنذ اندلاع الانتفاضة في عام 1987، اعتبرت هذه التقنية الأكثر شيوعًا بين الفلسطينيين،  وبالرغم من تكرار الاحتجاجات في جميع أنحاء الأراضي الفلسطينية، الا أن الصحافة ووسائل الإعلام الدولية تركز على جانب رشق الحجارة الفلسطيني الذي حظي باهتمام أكبر من الصراعات العنيفة الأخرى في العالم،  حتى أصبح رمزًا لتمييز الانتفاضة. ووفقًا لإدوارد سعيد فإن الشكل الثقافي والاجتماعي الكامل للمقاومة ضد الاستعمار من قبل الشعب الفلسطيني يتم تحويله إلى سلعة للاستهلاك الخارجي لمجرد إلقاء الحجارة الجانحين.
يعامل القانون الجزائي الإسرائيلي رمي الحجارة كجريمة، وتصل عقوبتها إلى 20 عامًا، حسب الظروف والنوايا: حيث تصل إلى 10 سنوات عن رمي الحجارة على السيارات، بغض النظر عن النية في تعريض الركاب للخطر، و20 سنة لرمي الحجارة على الناس، بدون دليل على نية تسبب الأذى الجسدي. بالإضافة إلى ذلك تم تفعيل تدابير مؤقتة لمدة 3 سنوات في نوفمبر 2015 تفرض عقوبات بحد أدنى وتخلق مساواة قانونية بين الحجارة والأسلحة الأخرى. ووفقًا لناثان ترال فقد شوهدت القوات الإسرائيلية السرية تتسلل إلى الاحتجاجات في عدة مناسبات لتحريض المتظاهرين على رمي الحجارة على القوات الإسرائيلية. ووفقًا للإحصاءات الإسرائيلية (حتى عام 2017)، لم يتوفى أي جندي في الجيش الإسرائيلي نتيجة لرمي الحجارة من قبل الفلسطينيين. 

## تاريخ
يعتبر العديد من الفلسطينيين هذا التقليد على أنه يعود بشكلٍ مباشر إلى انتفاضة الفلاحين التي اندلعت عقب الحرب المصرية العثمانية (1831-1833) عندما اجتاح إبراهيم باشا فلسطين وفرض سياسات جباية ضرائب قاسية والتجنيد على الفلاحين المحليين. وقد أُستخدم رمي الحجارة كسلاح ضد الاستعمار في الدول العربية.

### فلسطين الانتدابية
خلال الثورة العربية في فلسطين في الفترة من 1936 إلى 1939 ضد السلطات البريطانية الانتدابية، لعب رمي الحجارة دورًا مهمًا، ولو كان ثانويًا بعد الأسلحة النارية،  في أكتوبر 1936 تم استخدام قانون العقوبات الجماعية لفرض إجراءات عقابية على القرى المشتبه في تورطها في رمي الحجارة على المركبات المارة. قام مفتش منطقة نابلس، هيو فوت، بنشر إشعار يحذر فيه من أنه لن يتم معاقبة فقط الأولاد الذين يقومون برمي الحجارة، ولكن أيضًا آشبائهم وأولياء أمورهم.
في أكتوبر 1933، نفذ العرب الفلسطينيون إضرابًا ونظموا عدة تظاهرات في نابلس وحيفا ويافا احتجاجًا على الهجرة اليهودية. فتحت قوة الشرطة الفلسطينية الانتدابية النار على حشد من العرب المحتجين الذين رموا الحجارة على بنك باركليز في نابلس، مما أدى إلى إصابة العديد منهم. قتل أربعة محتجين عرب كانوا من بين حشد يقوم برمي الحجارة على مركز شرطة فلسطين الانتدابية في نفس اليوم؛ وقعت حوادث مماثلة أيضًا في يافا. أدت هذه الأحداث في النهاية إلى مقتل 26 عربيًا وشرطي واحد وإصابة 187 آخرين بجروح أثناء قمع الإضرابات من قبل قوة الشرطة الانتدابية.
اليهود أيضًا استخدموا أسلوب رمي الحجارة عندما أُفيد في فلسطين بأن وزير الخارجية البريطاني إرنست بيفن أعلن أن بريطانيا لم تتعهد بإنشاء دولة يهودية بل بمأوى لليهود، استُقبلت الأخبار بغضب وأدت إلى اندلاع أعمال شغب يهودية في تل أبيب. في 14 نوفمبر 1945، بثرت مكبرات الصوت تهديدًا بـ "التفرقة أو إطلاق النار" نحو حشد من اليهود الذين كانوا يقومون برمي الحجارة. تم أخذ الحيطة بإطلاق النار فوق رؤوسهم، وتفرقوا دون أي إصابات، وانتقلوا إلى حي آخر لمواصلة أعمال الشغب.

### 1967-1987
بعد حرب الأيام الستة التي أدت إلى احتلال إسرائيل العسكري للضفة الغربية وقطاع غزة، بدأ رمي الحجارة في بعض الأحيان يظهر كشكل من أشكال الاحتجاج الاجتماعي. وكانت أول حالة وفاة لإستير أوهانا في عام 1983. خلال الاشتباكات كانت القوات الإسرائيلية تحتجز الطلاب وتعرضهم للضرب، وتحاكمهم محاكمة سريعة بتهمة رمي الحجارة، وفرض غرامات عليهم قبل الإفراج عنهم.
في بعض الأحيان، تحولت الاحتجاجات بين الفلسطينيين في إسرائيل بسرعة إلى مظاهرات رمي حجارة في مدن مثل الناصرة،  عندما أقام مبارك عوض الناشط السلمي المسيحي ورش عمل كجزء من مركزه الفلسطيني لدراسة اللاعنف لتعليم أشكال غير عنيفة للمقاومة في أوائل الثمانينات، رد العديد من الفلسطينيين بشكل سلبي على انتقاده للممارسة التقليدية لرمي الحجارة. على الرغم من دعوته إلى أن يلقي الفلسطينيون الزهور بدلاً من الحجارة للاحتجاج على الاحتلال، فقد رحلته السلطات الاسرائيلية بتهمة التحريض للعصيان المدني في الشهور الأولى للانتفاضة الأولى. وفي هذه الفترة لعب طلاب الجامعات الفلسطينية دورًا رئيسيًا في تنظيم رمي الحجارة والاحتجاجات الأخرى.

### الانتفاضة الأولى
في لمحة أنثروبولوجية للانتفاضة الفلسطينية الأولى، تتبع "سكوت أتران" تفاعلات الصراع بين الفلسطينيين والصهاينة إلى الثورة الفلسطينية في الفترة من 1936 إلى 1939، حيث ظهرت سياسة «الكفاح المسلح» كاستجابة فلسطينية مقابل نهج صهيوني دفاعي عمومًا وسياسة إسرائيلية صريحة لاستخدام «القبضة الحديدية».
لم يلعب رمي الحجارة والتظاهرات الجماهيرية أي دور في الأنشطة القتالية السابقة لفتح،  وجاءت الانتفاضة كمفاجأة تامة لمنظمة التحرير الفلسطينية، ورفعت سلطات الاحتلال الاسرائيلي عقوبة رمي الحجارة من سنة ونصف إلى 20 سنة سجن،  كانت كفالة الإفراج المؤقت للأطفال الصغار الذين يُعتقلوا بتهمة رمي الحجارة تتراوح بين 400 و500 دولار (عام 1988)، وفي حالة التكرار يتم ضبط المبلغ المالي ويمكن وضع الطفل في الاعتقال الإداري لمدة عام.  ويمكن سجن آباء الأطفال الذين تقل أعمارهم عن 12 عامًا كعقاب على جريمة أطفالهم.  وتعاقب السلطات الاحتلالية على كتابة الشعارات على الجدران، وهو أيضًا أداة مهمة لمناهضة الاحتلال. 
اندلع أسلوب رمي الحجارة، الذي كان متقطعًا ومقتصرًا محليًا، على نطاق شامل ومنظم وشعبي وعفوي، واستجذر جذوره مع الانتفاضة الأولى في ديسمبر 1987 بعد عقدين من الحكم الإسرائيلي،  وأصبح رمي الحجارة رمزًا رئيسيًا للانتفاضة نفسها. وكان المشاركون في رمي الحجارة من بين الأكثر تعليمًا في الشرق الأوسط، ولجأوا لحمل العلم الوطني الفلسطيني ورمي الحجارة والمولوتوف على قوات الاحتلال الإسرائيلية.
تسبب اختيار الحجارة في اختلاف في عالم حقوق الإنسان، حيث بررت بعض نظريات حقوق الإنسان هذا الأسلوب على أنه أسلوب رمزي بشكل كبير، بينما أنتقد الأسلوب آخرون مثل مبارك عواد. رفض جنرال إسرائيلي فكرة أن رمي الحجارة عمل إرهابي، ورأى أنه ممارسة تابعة لحركة وطنية. ولاحظ آخرون في ذلك الوقت أن هذا الأسلوب لم يؤدي لأي حالات وفاة بين الإسرائيليين، على الرغم من أنه تم رمي عدة ملايين من الحجارة.
استوحت تكتيكات الانتفاضة جزئيًا من الحرب السوفيتية في أفغانستان ومن ثورات أخرى ضد الاستعمار مثل التحرير الجزائرية ضد فرنسا (1954-1962)  بصرف النظر عن وجود موارد عسكرية ضخمة في القوات الإسرائيلية، فقد قاوم الفلسطينيون الاحتلال باللجوء إلى الحرب بالأسلحة الصغيرة واستخدموا رمي الحجارة كسلاح محلي الصنع يحمل دلالات رمزية عميقة ثقافية وتاريخية ودينية، وكما قالت أغنية شعبية في تلك الفترة، أصبحت الحجر بمثابة كلاشنيكوف لهم.
كان الأشخاص الذين يقومون برمي الحجارة متنوعين من الأطفال الصغار إلى الشباب المراهقين، وكان الأطفال الصغار يشعرون بالاستياء من تصنيفهم كأطفال ويؤكدون أنهم أيضًا «شباب». ويُطلق على من قُتلوا بنيران الاحتلال شهداء. وكانت المقاومة في الغالب مستمرة بفضل شباب متحمسين ومدفوعين بشعور أخلاقي عاجل لاستبدال الاحتلال بشكل من أشكال الكيان الوطني الفلسطيني. وأن رمي الحجر كان يعني رمي «جزء من أرض فلسطين» على المحتلين،  تم جمع الحجارة لتصبح أسلحة للمقاومة.
في اللهجة الفلسطينية، تشتق كلمتي المقلاع والمقلعة من نفس الجذر السامي «ق ل ع»، والتي تعني «طرد». وعلى الرغم من أن المسيحيين الفلسطينيين كانوا أقل عرضة لرمي الحجارة خلال الانتفاضة، حيث كانوا يفضلون أشكالًا أخرى من الاحتجاج مثل المقاومة في عدم دفع الضرائب إلى إسرائيل،  إلا أن الكاهن الكاثوليكي الأب مانويل مسلم، رحب بالذين يقومون برمي الحجارة باعتبارهم بناة الأمة، ووصفهم بـ «شباب الغرانيت» في فلسطين. وفي كتابه «انتفاضة السماء انتفاضة الأرض» (1990)، بينما كان يناقش التحدي السلمي للاحتلال، قارن الدكتور جريس خوري الانتفاضة بسعي المسيح للعدالة الاجتماعية، وأثنى على رمي الأطفال للحجارة باعتبارها استمرارًا لنضال يسوع من أجل العدالة.
عُرف النزاع باسم «حرب الحجارة»  وما زال الفلسطينيون يطلقون على الأطفال الذين نشأوا خلال الانتفاضة الأولى «أطفال الحجارة» 
قتل على يد القوات الاسرائيلية نحو 1,162 فلسطينيًا في أحداث الانتفاضة خلال رمي الحجارة، يشمل عدد الضحايا هذا حوالي 241 طفلاً،  ونحو 90,000 جريح ومصاب، و15,000 معتقل، بالإضافة إلى تدمير وتفجير 1,228 منزلًا، واستئصال 140,000 شجرة من الحقول والمزارع الفلسطينية. بالمقابل قتل 160 إسرائيليًا من بينهم 5 أطفال فقط.
تم احتجاز حوالي 60,000 أسير فلسطيني من القدس والضفة الغربية وقطاع غزة وعرب الداخل، بالإضافة إلى الأسرى العرب. ولتمكين استيعاب هذا العدد الهائل من الأسرى، اضطرت إسرائيل لافتتاح سجون جديدة، مثل سجن كتسيعوت في صحراء النقب الذي تم افتتاحه في عام 1988.

### الانتفاضة الثانية

لحظة قتل محمد الدرة بعدسة المصور الفرنسي شارل إندرلان لقناة فرنسا 2

اندلعت الانتفاضة الثانية برمي الحجارة احتجاجًا على زيارة أرييل شارون للحرم الشريف في 28 سبتمبر 2000، مما أدى إلى اشتباك أسفر عن مقتل 6 فلسطينيين وإصابة 220 آخرين برصاص القوات الإسرائيلية، بينما أُصيب 70 من رجال الشرطة الإسرائيلية بالحجارة. تصاعدت الأحداث بسرعة لتتحول إلى الانتفاضة الثانية، حيث استمر رمي الحجارة وزجاجات المولوتوف على مدى اليومين التاليين، وقُتل 24 فلسطينيًا بالرصاص، وقتل جندي إسرائيلي. في البداية، استأنف المشاركون إلقاء الحجارة التقليدي لمنع المركبات من الوصول إلى المستوطنات.
كانت استجابة إسرائيل، وفقًا لليف لويس جرينبيرغ، هي استخدام جميع الأسلحة المتاحة في ترسانتها، بما في ذلك القناصة وإطلاق الصواريخ من مروحيات أباتشي على المتظاهرين والمباني. وقد استنتج قائلاً "لقد ردت بقوة مفرطة لا يمكن لجيش أن يطلقها بلا مبرر ضد مدنيين يقومون برمي الحجارة". ووثقت منظمة هيومن رايتس ووتش في وقت مبكر أن جنود الجيش الإسرائيلي كانوا يطلقون النار على الشباب الذين يقومون برمي الحجارة حيث لا توجد تهديدات خطيرة لسلامتهم.
وفقًا لإحصائيات الجيش الإسرائيلي ففي الأشهر الثلاثة الأولى لم يستخدم الفلسطينيين أسلحة في 73% من الحوادث أي ما يقرب من 3734 هجومًا، وقتل فيها 272 فلسطيني من بينهم 82 كانوا قُصّرًا إضافة إلى 6 قصر آخرون قتلهم المستوطنين، وأصيب في هذه الأحداث 10603 فلسطيني، كان 20% منهم برصاص حي ونحو 40% برصاص مطاطي، وكان 36% من المصابين قُصّرًا (3817 طفل).
كانت إحدى الصور الأيقونية للانتفاضة الثانية هي صورة لصبي صغير في غزة وهو يواجه دبابة إسرائيلية ويرفع ذراعه ليرمي حجرًا من مقلاعه. استخدمت قوات الاحتلال القناصين لقتل رماة الحجارة داخل إسرائيل في أم الفحم خلال انتفاضة الأقصى. وعندما وصلت أنباء القتل إلى الناصرة في يوم الغفران، تم الإعلان عن إضراب، وبعد ذلك تعرضت منازل الفلسطينيين لرشق من قبل مئات الإسرائيليين من الناصرة العليا. تم استدعاء الشرطة واعتقل المئات منهم، بينما ترك الشباب من الناصرة العليا وفقًا للتقارير بدون مضايقات.
تمت تبرئة طفل فلسطيني واحد فقط من أصل 853 طفل مُتهم برمي الحجارة بين عامي 2005 و2010. بعد الضغوط التي مارستها منظمات قانونية دولية أنشأت إسرائيل محكمة عسكرية للقصر في الضفة الغربية في نوفمبر 2009. وبلغت نسبة الإدانة للأطفال الذين يرمون الحجارة 100% حيث يعاني أكثر من 70% منهم أشكالًا مختلفة من العنف أثناء الاحتجاز.

## التغطية الإعلامية
في بعض الحالات الموثقة، قامت وحدات إسرائيلية متخفية برمي الحجارة على الجيش الإسرائيلي والشرطة،  ووفقًا لتحقيق أجرته صحيفة هآرتس، فإن الشرطة قدمت شهادات كاذبة فيما يتعلق بالاشتباكات مع المحتجين في بلعين، حيث زعموا في عدة حالات أن الحجارة رُشقت في مظاهرات غير سلمية، وبعد تحليل الأحداث تبين أنها سلمية. وفي حالات أخرى في تلك القرية أصيبت قوات حرس الحدود الإسرائيلي بالفعل بسبب رمي الحجارة.
وفي بعض الأحيان تم تداول تقارير كاذبة عن إصابة أو قتل إسرائيليين على يد من يقذفون الحجارة الفلسطينيين. في 4 أبريل 1988 قيل إن مراهقة إسرائيلية تدعى تيرزا بورات من مستوطنة آلون موريه قُتلت بواسطة حجر ألقي على حافلة مليئة بالمراهقين والتي كانت تمر عبر قرية بيتا. وطالب المستوطنون بتدمير القرية، وتم هدم 13 منزلاً. وبعد يومين تبين أنها قُتلت بطلق ناري في الرأس من قبل حارس يهودي. وفي بعض الأحيان، تم رفض تقارير عن رمي الحجارة التي تؤدي إلى قضايا قضائية، كتهم ملفقة. ففي إحدى الحالات، أقسم جندي موقوف بأن مواطنًا فلسطينيًا معينًا قد قذف الحجارة عليه. وتبين أن المتهم معاق جسدياً وتم رفض القضية تماماً مثل حالة أخرى حيث حدد المستوطن محامي الدفاع وليس موكله على أنه الشخص الذي رشقه بالحجارة.
وفقًا لـ "لويس جي. سالوم" فإن الصحف كانت تدفن التقارير النقدية لإطلاق النار من الإسرائيليين على رماة الحجارة، خوفًا من الإساءة إلى "المصالح الإسرائيلية واليهودية القوية".
يلاحظ "بيتر بينارت" وجود تشابه بين ردود الفعل السياسية في إسرائيل والولايات المتحدة تجاه احتجاجات الإسرائيليين الإثيوبيين والأمريكيين من أصل أفريقي عن طريق رمي الحجارة في اضطرابات فيرجسون 2014، حيث تم إدانة العنف في كلا الحالتين، ولكن طُلب النظر في المشكلات التي تؤدي إلى هذه الحوادث والعمل على حلها. ومن ثم يسأل لماذا تختلف المواقف الإسرائيلية عندما يكون من يقذفون الحجارة هم فلسطينيون، وفي الحالات السابقة يقول بينارت "يتم الاعتراف بالشكاوى التي تكمن وراء العنف ويتم إعطاء وعود لتصحيحها"، ويصنف الجيش الإسرائيلي جميع حوادث رمي الحجارة من الفلسطينيين على أنها "غير مبررة" و"تهديدات لاستقرار المنطقة"، ومع ذلك، يعتبر بينارت من السخافة تصنيف سلوك "أشخاص عاشوا لنصف قرن تحت القانون العسكري وبدون حرية التنقل أو المواطنة أو حق التصويت" على أنه غير مبرر.

## مشاركة الأطفال والنساء
يشارك الأطفال الفلسطينيون بشكل روتيني في حوادث رمي الحجارة. تصدر المحاكم العسكرية الإسرائيلية سنويًا أحكامًا بحق ما يقرب من 700 طفل فلسطيني بتهمة رمي الحجارة. ووفقًا للقانون الإسرائيلي لا يجوز اعتقال الأطفال الذين تقل أعمارهم عن 12 عامًا ولا احتجازهم، ولكن تم احتجاز صبي لا يتجاوز عمره 7 أو 9 سنوات،  يشتبه بأنه قذف حجرًا على حافلة، لمدة 4 ساعات في 30 أبريل 2015. ووفقًا لريم بهدي تم اعتقال 6500 طفل في الفترة من عام 2000 إلى 2008 بتهمة رمي الحجارة.
أظهرت دراسة أنه من بين 853 طفلاً فلسطينيًا مُتهم برمي الحجارة في الفترة بين عامي 2005 و2010، كان 18 منهم في الأعمار بين 12 و13 عامًا، وكان 255 في الفترة بين 14 و15 عامًا. تلقى 60% منهم أحكاما بالسجن لمدة تصل إلى شهرين، و15% حكموا بأكثر من 6 أشهر، وخدم 1% منهم فترة في السجن لمدة عام. وفقًا لمنظمة بتسيلم فقد مثل 834 قاصرًا (بعمر 17 عامًا وأقل) أمام المحاكم العسكرية الإسرائيلية بتهم رمي الحجارة من عام 2005 إلى 2010، وكان حوالي ثلثهم، أي حوالي 288 قاصرًا، في الفترة بين 12 و15 عامًا. وتم إدانة جميعهم، باستثناء شخص واحد، في الغالب في صفقات اقرار بالذنب، وقضوا بضعة أسابيع إلى عدة أشهر في السجن. وفي رأي ريم بهدي، فإن إسرائيل تُجرم رمي الحجارة بوصفه تهديدًا لأمن الدولة. وفي احتجاجات غزة الحدودية الكبيرة في عام 2018 يُقال بأن بعض النساء الغزاويات جمعن الحجارة للشباب الذين أصيبوا بسبب غازات الدموع.

## ردود الفعل الإسرائيلية
في الانتفاضة الأولى اتبع المستوطنون الجيش بعد أن وافق مجلس اليشاع على إطلاق النار كرد فعل على رشق الفلسطينيين للسيارات حتى في الحالات التي لا تشكل تهديدًا للحياة. وبدأت الميليشيات المستوطنة في شن عمليات انتقامية عنيفة ضد الفلسطينيين بهدف تعطيل الحياة اليومية في القرى الفلسطينية، وإطلاق النار على خزانات المياه، وحرق السيارات، وحرق الحقول الزراعية. وبعد حادثة رمي حجر قاد الحاخام إيليعزر والدمان هجومًا عنيفًا على قرية مجاورة، حيث حرق المستوطنون مسجدها وصرح قائلاً: "يجب علينا إطلاق النار على رماة الحجارة. لا يوجد شيء أكثر تعجبًا ولا أخلاقية ولا خطورة من تعريض أنفسنا للخطر من أجل حماية حياة الهجومين".
خلال فترة انتفاضة الأقصى، نظم المستوطنون "دوريات مسلحة مستقلة" لإطلاق النار عند مواجهتهم لحالات رشق الحجارة أو إقامة حواجز على الطرق، ووفقًا لقائد في الجيش الإسرائيلي "قأن أي هجوم فلسطيني بالحجاة يولد ردًا عنيفًا منظمًا من قبل المستوطنين".

### مواجهة رمي الحجارة
تحولت أقلية (15٪) من هذه المظاهرات إلى أعمال عنف. وفقًا لتصور الجمهور الإسرائيلي، فإن هذه الاحتجاجات كانت في الغالب عنيفة، مستهدفة ليس فقط الجنود ولكن الأشخاص المدنيين أيضًا، وتستهدف وجود دولة إسرائيل. لم يكن الجنود في الجيش الإسرائيلي والموظفون مستعدين للاضطرابات الأهلية الجماعية،  رد الجنود وخاصة الحراس الدروز في البداية بالعنف المفرط والعشوائي بإطلاق النار والضرب والاستجواب لرماة الحجارة وقنابل المولوتوف، لدرجة أنه أثار اشمئزاز بعض الجنود الآخرين.
كانت استراتيجية إسرائيل للتعامل مع احتجاجات الفلسطينيين التي تتضمن رشق الحجارة بإطلاق النار بالذخيرة الحية من مسافة بعيدة نسبيًا عن موقع الاحتجاجات،  وإطلاق قنابل الغاز المسيل للدموع في التجمعات. ونظرًا لعدم تدريب الجنود الإسرائيليين على مواجهة الأعمال الشغب بهذا الحجم،  فإنهم كانوا يطلقون الرصاص المطاطي والذخيرة الحية على الأطراف السفلية للمحتجين أو في وسط التجمعات، بحيث قُتل 28 فلسطينيًا وأصيب 180 بواسطة هذه الأساليب خلال شهر واحد من بدء الانتفاضة (28 ديسمبر 1987)، بينما قتل 60 جنديًا إسرائيليًا و40 مدنيًا. وفي سبتمبر 1988 اقترح رئيس الوزراء إسحاق شامير إعادة تصنيف الحجارة كأسلحة قاتلة لتمكين المستوطنين والجنود من إطلاق النار فورًا دون إصدار تحذير مسبق.
في ذلك الوقت نفى نائب رئيس الجيش الإسرائيلي إيهود باراك أي رغبة في إطلاق النار على الأطفال،  وصرح "عندما ترى طفلاً لا تطلق النار عليه". تم أيضًا استخدام جهاز عسكري جديد يقوم بإطلاق الحصى بسرعة عالية. وقد سُمح للقوات الإسرائيلية بالرد على رشق الحجارة بالنار القاتلة حتى عندما لا تشكل خطراً على حياتهم. ومنذ البداية في قطاع غزة تم الرد على حرق الإطارات ورشق الحجارة بإطلاق النار من بنادق هجومية من طراز M16. وفُرضت عقوبات قاسية على من يقبض عليهم، وحُكم على 4 مراهقين في غزة وحدها بالسجن لمدة 10-14 عامًا بتهمة رشق الحجارة وقنابل المولوتوف، مقارنة بـ 13 عامًا للشيخ أحمد ياسين، زعيم حركة حماس في ذلك الوقت، بتهمة إنشاء مخازن أسلحة سرية في غزة في عام 1983.
حيث كان الجيش الإسرائيلي يتفاوض على الاحتجاجات السابقة التي قام بها طلاب المدارس مثل رفع العلم الفلسطيني، وأدت التدابير القاسية بموجب السياسة الجديدة إلى قمع الاحتجاجات بالقوة العسكرية. وقد أُرجع في ذلك الصدد أن "الرؤية التقليدية التي ساعدت إسرائيل على الحفاظ على صورتها الذاتية كأمة صالحة تستخدم القوة فقط في الدفاع عن النفس، ضد عدوان عربي أكبر وأشرس، قد تلاشت في غضون أسابيع".
تغيرت تكتيكات الاحتجاجات حيث تم استبدال الحشود الكبيرة بمجموعات صغيرة تضم 10-20 شابًا، وأصبحت الهجمات السريعة هي الأكثر،  على الرغم من قتل الجنود الإسرائيليين لأطفال ببساطة بتهمة إهانة القوات المسلحة. وفي مواجهة رمي الحجارة المستمر بدأت القوات الإسرائيلية بإطلاق النار على الشباب الملثمين حيث تعتبرهم المثيرين الرئيسيين.
في نهاية ديسمبر 1989، بلغت حوادث العنف 85% من رمي الحجارة، و10% من حرق الإطارات، و5% من إلقاء قنابل الحرق والطعن بحسب الجيش الإسرائيلي. وبالنظر إلى العدد الكبير من القتلى الفلسطينيين، تم تنفيذ أمر في يناير 1988، يُعتقد في النهاية أنه يرجع إلى إسحاق رابين، لشن غزو عسكري بمقياس واسع في الأراضي الفلسطينية بهدف تنفيذ سياسة "القوة والعنف والضرب"،  وسُمح للجنود "بكسر العظام"، والذراعين والساقين، انتقامًا من الرجم. تلت ذلك حوادث لا تعد ولا تحصى من ضرب رماة الحجارة. وخلال خمسة أيام من صدور التوجيهات الجديدة، اضطر مجمع الشفاء الطبي في غزة لعلاج 200 حالة كسور في الكوع والركبة والجماجم، وكسر الأيدي لمنع الشباب من رمي الحجارة.
بين 19 و21 يناير 1988، تم اعتقال 12 متظاهرًا في بلدة بيتا بدون مقاومة، حيث تم تجميعهم وتكسير عظامهم. ونُشرت مقاطع فيديو لجنود يكسرون العظام،  ويُظهر أحد المقاطع جنودًا يكسرون فخذ شاب مُلقى على الأرض بواسطة صخرة ولا تزال بعض هذه المقاطع متوفرة على موقع يوتيوب.
في مارس 1988، بعد أن تبين أن العصي الخشبية عرضة للتكسر أثناء ضرب الفلسطينيين، تم سريعًا إدخال العصي البلاستيكية والزجاجية الألياف. وخلال عامين قدرت الفرع السويدي لصندوق إنقاذ الأطفال أن حوالي 23600 إلى 29000 طفلاً بحاجة للرعاية الطبية بعد تعرضهم للضرب من قبل قوات الاحتلال الإسرائيلي في السنتين الأوليين للانتفاضة،  وفي أغسطس 1988 تم استخدام الرصاص البلاستيكي الذي ظل فعالًا على مسافة 100 متر خارج نطاق رماة الحجارة، وهو سلاح قاتل على مسافة 70 ياردة. وخلال 5 أشهر قتل هذا النوع من الذخائر 47 فلسطينيًا وأصاب 288 آخرين في أثناء تفريق الاحتجاجات. وفي خريف عام 1988 سُمح باستخدام الذخيرة الحية ضد الأطفال المقبوض عليهم وهم يرمون الحجارة أو يهربون من موقع الاحتجاجات حتى لو لم يكن هناك خطر وشيك على حياة الجنود.
تم تسجيل نحو 133 حادثة تتعلق برمي الحجارة في عام 1988. وفي أوائل عام 1988 نصت التعليمات على إمكانية استخدام القوة لكبح الشغب أو التغلب على المقاومة أثناء الاعتقال. لاحظت منظمة هيومن رايتس ووتش في مراجعتها لتفريق الجنود لحالات رمي الحجارة أن الجنود الذين لم تكن حياتهم في خطر يطلقون النار على الفلسطينيين الذين ليسوا مسلحين ولا "مطلوبين"، في كثير من الأحيان عند هروبهم من التصادمات.
في عام 1991، اكتشف الصحفي الإسرائيلي دورون مايري وجود وحدة تحقيق شرطية كانت تعمل لبعض الوقت وكانت وظيفتها تعذيب المشتبه بهم في رمي الحجارة (والشباب الذين يرفعون علم فلسطين) لانتزاع اعترافات منهم باستخدام صدمات كهربائية. وكان لها نسبة نجاح مرتفعة للغاية. كما تم أيضًا تنفيذ سياسات الترحيل وهدم المنازل، وهدم منازل الأطفال المتهمين بإلقاء الحجارة وفقًا لمنظمة بتسيلم،  ولم تؤد هذه الإجراءات إلا لتصعيد المقاومة.
في نهاية الانتفاضة التي استمرت لمدة 6 سنوات، تم اعتقال حوالي 120 ألف فلسطيني، وقد قتل 1409 شخصًا، ومن بينهم 1162 أطفال أقل من 16 عامًا،  وتعرض ما بين 23 إلى 29 ألف طفل للضرب، وكان ثلثهم أقل من 10 سنوات،  بينما قتل 172 إسرائيليًا،  وتشير التقديرات إلى أن 90% من الأطفال الفلسطينيين القصر الذين قتلوا في لحظات لم يكونوا فيها يقومون فعلياً برمي الحجارة.
وفي دراسات المتابعة السريرية لأطفال الانتفاضة الذين أصيبوا في هذه الاشتباكات، تبين أن 18-20٪ منهم يعانون من أعراض نفسية مرضية عالية، في حين أن 41% من الأطفال في غزة أظهروا أعراض اضطراب ما بعد الصدمة.

### القانون الإسرائيلي
وفقًا لتقرير من قناة الجزيرة، عادةً ما يطلب مدعون إسرائيليون عقوبات بالسجن تصل إلى ثلاثة أشهر لرمي الحجارة التي لا تتسبب في إصابات خطيرة.
ردًا على مقتل الرقيب ألوج شيلوني وهجوم طعن ألون شفوت في عام 2014، عقد رئيس الوزراء الإسرائيلي بنيامين نتنياهو اجتماعًا لمجلس الوزراء أعلن فيه فرض غرامات على آباء القصر الذين يُقبض عليهم وهم يرمون الحجارة. وفي نوفمبر 2014 وافق مجلس الوزراء على مشروع مبدئي لقانون لزيادة العقوبات القانونية لرمي الحجارة لتصل إلى 20 عامًا من السجن عندما يكون هناك نية لتسبب إصابة جسدية. وفي مايو 2015 اعتمد مجلس الوزراء نسخة من مشروع القانون من شأنها أن تسمح أيضًا بالسجن لمدة 10 سنوات دون الحاجة إلى إثبات أن المتهم كان يحمل نية لإلحاق الأذى. وقد اقترح التعديل الأخير أيليت شكد.
في نوفمبر 2014، قررت محكمة إسرائيلية، للمرة الأولى، عدم الإفراج عن قاصر ينتظر محاكمته بتهمة رمي الحجارة بسبب ازدياد حالات رمي الحجارة في حي العيسوية في القدس حيث يعيش الشاب البالغ من العمر 15 عامًا. وأعتبرت القوات العسكرية الإسرائيلية رمي الحجارة جريمة جنائية بحكم صادر عن المحكمة العليا، وفي حالة وقوع إصابات يتم هدم منزل والدي الشاب.
في يونيو 2015، حُكم على 4 فلسطينيين - 3 منهم قصّر - بالسجن لمدة 7 إلى 8 سنوات بعد اتهامهم برمي الحجارة على سيارة على طريق 375، وتسببهم بإصابة خطيرة.
في سبتمبر 2015، في أعقاب حوادث أخرى على طريق كان يتم فيها إلقاء الحجارة بشكل متكرر، طلب بنيامين نتنياهو من المدعي العام يهودا وينشتاين السماح بإطلاق النار على رماة الحجارة في القدس الشرقية. وفقًا لتقرير منظمة بتسيلم فإذا تم تمرير هذا الأمر، فإنه يتعارض مع التوصيات المتعلقة باستخدام محدود للرصاص الحي التي وضعتها لجنة أور في عام 2000.
صادق مجلس الوزراء الإسرائيلي بالإجماع في 24 سبتمبر على اقتراح لجعل عقوبة السجن لمدة 4 سنوات إجبارية على البالغين الذين يرمون الحجارة وقنابل المولوتوف. وتتيح التدابير المقترحة للشرطة إطلاق النار إذا ما نُظر أن الحادثة تسبب لحياة آخرين بالخطر، وهو ما يفسره موقع Ynet بأن القصّر أيضًا يمكن استهدافهم. وستخضع عائلات القصّر الذين تتراوح أعمارهم بين 14 و18 عامًا وتبين أنهم رموا حجارة أو قنابل مولوتوف أو ألعاب نارية لغرامات مالية وعقوبة السجن.
تم استخدام العقوبات الجماعية للحصول على معلومات حول رماة الحجارة. ففي أبريل 2015 أغلق الجيش الإسرائيلي جميع مخارج بلدة حزما التي يسكنها حوالي 7 ألف نسمة، حتى يظهر المُبلِغون للسلطات الإسرائيلية ليخبروها من بين صفوفهم من كان مسؤولًا عن حوادث رمي الحجارة. وفقًا لتقرير نشرته صحيفة هآرتس قامت الشرطة بإزالة اللافتة التوضيحية للتحرك عندما لاحظت وجود ناشط يقوم بتصوير في المنطقة.

## التقييمات
- قالت عزت إسماعيل "يرى الفلسطينيون رمي الحجارة كوسيلة بدائية للانتقام في حالة عدم وجود توازن في القوة: تُستخدم الحجارة ضد الجنود الإسرائيليين المسلحين الذين يستخدمون الرصاص المغلف بالمطاط وفي حالات الانتفاضات الكبرى، الصواريخ ومدافع المروحيات".[59]
- يصنّف جين شارب رمي الحجارة كنوعٍ من "العنف المحدود"، ويكتب أن "الفلسطينيين يرون في الحجارة وسيلة للتعبير عن تحديهم وغضبهم". وفيه رأيه أن هذا التكتيك "غير مُنتج" لأن الإسرائيليين "نادرًا ما يرون رمي الحجارة نوعًا ما من التعبير غير العنيف".[158]
- يعتبر الكولونيل توماس هاميس، محلل الحروب غير المتكافئة، أن الاستخدام التكتيكي لرمي الحجارة في الانتفاضة الأولى كان الخطوة الاستراتيجية الرئيسية التي مكّنت الحركة الفلسطينية من "تحويل (إسرائيل) من دولة صغيرة شجاعة محاطة بدول عربية معادية إلى دولة قمعية تغض الطرف عن قتل الأطفال في الشوارع ".[159]
- تؤكد ريم بهدي، أستاذة قانون في جامعة وندسور أن إسرائيل في حين تبرر استخدامها لأسلحة الفوسفور في المناطق التي تكثر فيها الكثافة السكانية المدنية مثل غزة كما يشير القانون الدولي، إلا أنها تُجرم رمي الحجارة باعتباره تهديدًا لأمن الدولة.[109]
- جادل توماس فريدمان بأن رمي الحجارة يتوافق مع "تعاليم المهاتما غاندي" [160]
- تَقُوْلُ جودي رودورن، في مقالها بصحيفة نيويورك تايمز، إنَّ العديد من الفلسطينيين يَنْظُرُونَ إلى رمي الحجارة على أنَّه "طقس عبور وعمل تحدٍ مشرف".[161]
- دافَعَتْ عميرة هاس في مقال نُشِرَ في اليوم التالي لإدانة رامي حجارة فلسطيني بقتل مستوطن إسرائيلي ونجله.[162] باعتباره "حقًا طبيعيًا وواجبًا لأي شخص يخضع للحكم الأجنبي"، وبوصفه "مجازًا للمقاومة".[163]
- يُجادِل الإسرائيلي المُنَاصِر للفلسطينيين والمُنَاهِض للنَّظَام الهرمي جوناثان بولاك بأن رمي الحجارة هو "أحد أشكال العنف الذي يكون أحيانًا ضروريًا وأخلاقيًا، كفعل تمكين جماعي يُمكِّن الشعب المحتل من تجنُّب فخَّ التضحية بالنفس".[164]
- يُفسِّر معروف حسين وليزا فلوريس الرمي بالحجارة الذي وقع خلال الانتفاضة الفلسطينية الأولى كوسيلة لخلق هوية جماعية وتقليد تاريخي وفي النهاية - أمة فلسطينية.[165]
- يفهم ديفيد أيه. ماكدونالد رمي الحجارة على أنه "أداء للمقاومة.. مُصمَّم استراتيجيًا لتعزيز العلاقة المقدسة بين الأمة والأرض".[166]
- قام المفكر الفلسطيني إدوارد سعيد وهو في مرحلة مرضية حرجة آنذاك، برمي حجر عبر الحدود في 3 يوليو 2000 أثناء زيارته للبنان، دون أن يرى أي إسرائيلي في الأفق. واجتذبت الحادثة اهتمامًا دوليًا، وقُدمت كدليل على أنه إرهابي، [167] برر سعيد ذلك بأنه "لفتة رمزية للفرح" بنهاية الاحتلال الإسرائيلي لجنوب لبنان.[168] وفي أحد مقالاته كتب عن الشباب الفلسطينيون الذين "يرفعون الحجارة بإرادة غير منحنية تقف بشجاعة أمام ضربات جنود إسرائيليين مجهزين بشكل جيد، ويحظون بدعم إحدى أقوى الأجهزة العسكرية في العالم، ويتلقون تمويلًا بدون تردد وبدون سؤال من جانب أغنى دولة في العالم، ويحظون بدعم مخلص ومبتسم من جانب كل أجهزة المتعاونين المثقفين".[80]
- ينفي عزمي بشارة السياسي والأكاديمي الفلسطيني الإسرائيلي، أن رمي الحجارة هو سلاح أو تكتيك قومي، بل يرى أنه يرمز إلى إلى "تعرية المحتل.. عدم إمكانية الوصول إلى الأسلحة في أيدي الشعب".[46]
- يقول تود ماي أن "رمي الحجارة من الناحية الفنية ليس شكلاً من أشكال المقاومة اللاعنفية" ولكنه يحرك نفس الديناميكيات مثل الأفعال.[169]
- تقول جولي إم. نورمان أن رمي الحجارة هو تكتيك عنف محدود، وتشير إلى أن الغالبية العظمى من الشباب الفلسطيني الذي تم استطلاع آرائهم يرونه غير عنيف.[170]
- تقول ماري كينغ إن رمي الحجارة أو القنابل الحارقة هو فعل عنيف، [171] ولكن "بالنسبة للعديد من الفلسطينيين كان القصد من إلقاء الحجارة هو عرقلة ومضايقة - وليس قتل - القوات العسكرية الإسرائيلية المحتلة والمستوطنين الإسرائيليين في الضفة الغربية وغزة".[6]

## إحصائيات
وفقًا لإحصاءات الجيش الإسرائيلي فقد بلع متوسط حوادث رجم الحجارة 4066 حادثة سنويًا منذ عام 2004، وكان عام 2005 هو العام الأكثر حيث شهد 4371 حادثة، بينما تم تسجيل أدنى معدل في عام 2007، حيث سُجلت 3501 حادثة تشمل رمي الحجارة على الجنود والسيارات المارة.
وفقًا للشرطة الإسرائيلية تم تسجيل 7886 حادثة رمي حجارة في عام 2013، مقابل 18726 حادثة في عام 2014.
طلبت منظمة بتسيلم من السلطات توفير الإحصائيات ذات الصلة بالإصابات التي تعرض لها الأشخاص نتيجة لهذا النشاط، ولكن لم يتم تقديم ذلك.

## في الثقافة الشعبية
تناولت العديد من الأغاني والقصائد الشعبية دور الحجارة في التعبير عن هوية الفلسطينيين وأرضهم، وبعضها كتب من عرب غير فلسطينيين مثل الشاعر السورينزار قباني،  وفي المسرح الفلسطيني تم تقديم مسرحية في بداية الانتفاضة الأولى في عام 1987 بعنوان "ألف ليلة وليلة من ليالي قاذف حجارة"، وصوّرت لقاءً بين حاكم عسكري إسرائيلي وشاب فلسطيني.
في فيلم ميشيل خليفي عام 1990 عن الانتفاضة الأولى "نشيد الأحجار" تنهار امرأة عندما هدمت جرافة إسرائيلية منزلها وتعلق امرأة أخرى: "حتى لو مات كل فلسطيني، فإن الحجارة ستُلقي بنفسها".
فيلم مقلاع الهيب هوب هو فيلم وثائقي صدر في عام 2008 يتنازل ثقافة الشباب الفلسطيني وموسيقى الهيب هوب.
يتناول فيلم (بالإنجليزية: Rock the Casbah)‏ الصادر في عام 2012 "الحرب غير المتكافئة التي يملك فيها جانب واحد الأسلحة والجانب الآخر بالحجارة".